# 田中隼磨
田中隼磨（1982年7月31日—），日本足球運動員，現效力日丙球隊松本山雅，司職後衛，前日本國家足球隊成員。

## 俱樂部生涯
田中隼磨出自横滨飞翼及横滨水手青训，2000年升入一线队，中途租借效力东京绿茵，2009年加盟名古屋鲸鱼。
日职的名古屋鲸鱼官方宣布边后卫田中隼磨转会到日乙的松本山雅。

## 外部連結
- National Football Teams （页面存档备份，存于）
- Japan National Football Team Database